# Негретов Павло Іванович
Павло Іванович Негретов (нар. 2 грудня 1923, Єлисаветград (нині — Кропивницький) — пом. 5 червня 2004) — радянський історик, письменник, публіцист, літературний критик.

## Життєпис
Павло Негретов народився 1923 року в родині лісничого, предки якого були старообрядцями. Перед самою німецько-радянською війною у 1941 році закінчив школу. Через 2 роки батько помер. Вітчим, залізничний службовець, був заарештований в 1938 році.
У липні 1941 року був мобілізований до діючої армію, але вже в серпні потрапив в оточення і переодягненим повернувся додому. В окупованому місті влаштувався на роботу в майстерні по ремонту німецької військової техніки, потім на фабрику.
В результаті знайомства з діячем Національно-трудового союзу нового покоління (НТСНП) Олегом Поляковим став членом НТС.
В середині грудня 1943 року Павло Негретов переїхав до Вінниці, де став працювати у військовій друкарні окупантів. У січні 1944 року евакуювався до Львова, а в квітні того ж року — до Варшави. Працював різноробочим, а на початку 1945 року прибув до Братислави і перебував на будівництві тунелю. Після вступу в місто радянських військ, добровільно з'явився до військової комендатури.
Був прийнятий на посаду перекладача в контррозвідку СМЕРШ. Наприкінці серпня 1945 року повернувся в Україну, але незабаром був арештований та відправлений до Львова. В ході слідства було встановлено його приналежність до НТСНП.
Після процесу, що відбувся в січні 1946 року, П. Негрет був засуджений до 15 років таборів.
Покарання відбував в одному з воркутинських таборів. У листопаді 1956 року Павло Негретов був умовно-достроково звільнений. З кінця того ж року працював лаборантом у хімічній лабораторії геологорозвідувальних експедиції, з 1960 року – машиністом на шахті.
Одночасно став вчитися на заочному відділенні історичного факультету Ленінградського університету. У 1966 році закінчив навчання, але в зв'язку з судимістю не зміг займатися науковою діяльністю.
З 1970 року почав співпрацювати з журналом «Питання історії». Перша публікація — про процес Віри Засулич вийшла 1971 року в «Питаннях історії».
З 1973 року Павло Негретов почав працювати в архівах та бібліотеках. У 1975 році опублікував у самвидаві статтю про воркутинські табори («Воркута»).
20 серпня 1986 року був притягнутий за статтею 190-1 КК РРФСР Прокуратурою Комі АРСР .
Павло Іванович Негретов помер 5 червня 2004 року.

## Вибрана бібліографія
- Все дороги ведут на Воркуту. — Benson: Chalidze Publication, 1985
- В. Г. Короленко. Летопись жизни и творчества. 1917—1921
- Почтовый ящик № 223. // Печальная пристань / сост. Кузнецов И. Л. — Сыктывкар: Коми книжное изд-во, 1991.
- Религиозные искания Короленко, или Фаусты и Вагнеры. «Вопросы литературы», № 6.1999.
- Короленко и Украина. «Вопросы литературы», № 6. 2000.